# Ambience
Ambience è il secondo album discografico del gruppo musicale inglese The Lambrettas.

## Tracce
1. Good Times – 3:59
2. Written to Neon – 3:27
3. Total Strangers – 4:13
4. Concrete and Steel – 4:09
5. Dancing in the Dark – 2:45
6. Decent Town – 4:02
7. Ambience – 3:14
8. Men in Blue – 4:43
9. I Want to Tell You – 2:33
10. Someone Talking – 4:59
11. Lamba Samba – 2:55
12. Anything You Want – 3:09
13. Somebody to Love – 3:20
14. Nobody's Watching Me – 2:38

Durata totale: 50:06

## Formazione
- Jez Bird - Cantante e chitarra
- Doug Sanders - Voce secondaria e chitarra
- Mark Ellis  - basso
- Steve Bray - batteria